# Acidon
Acidon é um gênero de traça pertencente à família Arctiidae.

## Espécies
- Acidon albolineata (Hampson, 1895)
- Acidon bigrammica  (Saalmüller, 1880)
- Acidon evae Lödl, 1998
- Acidon hemiphaea (Hampson 1906)
- Acidon mariae Lödl,
- Acidon mediobrunnea  (Holloway, 1976)
- Acidon nigribasis (Hampson, 1895)
- Acidon obscurobasalis  (Saalmüller, 1880)
- Acidon paradoxa Hampson, 1896
- Acidon sabada (Swinhoe, 1905
- Acidon steniptera (Hampson, 1902)
- Acidon rectilineata (Hampson, 1896)